# Conostylis
Conostylis es un género de plantas de la familia Haemodoraceae.  Comprende 73 especies descritas y de estas, solo 45 aceptadas.

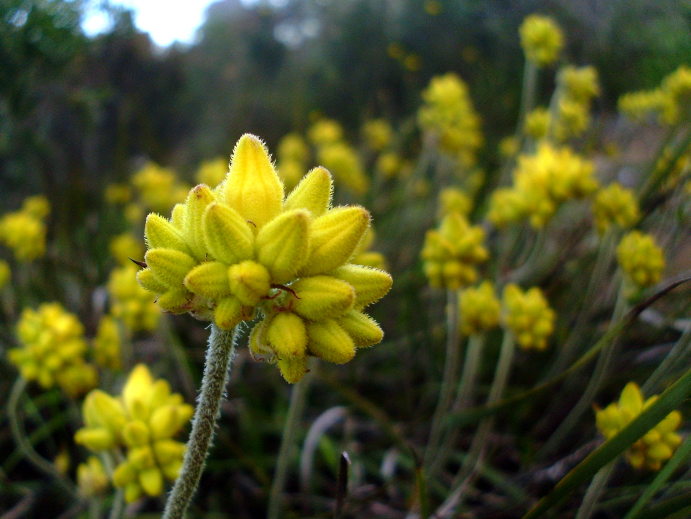
Conostylis aculeata

## Taxonomía
El género fue descrito por  Robert Brown y publicado en Prodromus Florae Novae Hollandiae 300. 1810. La especie tipo no ha sido designada,

## Especies aceptadas
A continuación se brinda un listado de las especies del género Conostylis aceptadas hasta julio de 2014, ordenadas alfabéticamente. Para cada una se indica el nombre binomial seguido del autor, abreviado según las convenciones y usos.	
- Conostylis aculeata R.Br. (1810)
- Conostylis albescens Hopper (1987)
- Conostylis androstemma F.Muell. (1872)
- Conostylis angustifolia Hopper (1987)
- Conostylis argentea (J.W.Green) Hopper (1987)
- Conostylis aurea Lindl. (1839)
- Conostylis bealiana F.Muell. (1875)
- Conostylis bracteata Endl. (1846)
- Conostylis breviscapa R.Br. (1810)
- Conostylis candicans Endl. (1839)
- Conostylis canteriata Hopper (1987)
- Conostylis caricina Lindl. (1839)
- Conostylis crassinerva J.W.Green (1961)
- Conostylis deplexa J.W.Green (1982)
- Conostylis dielsii W.Fitzg. (1901)
- Conostylis drummondii Benth. (1873)
- Conostylis festucacea Endl. (1846)
- Conostylis hiemalis Hopper (1987)
- Conostylis juncea Endl. (1839)
- Conostylis latens Hopper (1987)
- Conostylis laxiflora Benth. (1868)
- Conostylis lepidospermoides Hopper (1987)
- Conostylis micrantha Hopper (1987)
- Conostylis misera Endl. (1846)
- Conostylis neocymosa Hopper (1980)
- Conostylis pauciflora Hopper (1978)
- Conostylis petrophiloides F.Muell. ex Benth. (1873)
- Conostylis phathyrantha Diels & E.Pritz. (1904)
- Conostylis prolifera Benth. (1873)
- Conostylis pusilla Endl. (1846)
- Conostylis resinosa Hopper (1987)
- Conostylis robusta Diels & E.Pritz. (1904)
- Conostylis rogeri Hopper (1987)
- Conostylis scorsiflora F.Muell. (1859)
- Conostylis seminuda Hopper (1987)
- Conostylis serrulata R.Br. (1810)
- Conostylis setigera R.Br. (1810)
- Conostylis setosa Lindl. (1839)
- Conostylis stylidioides F.Muell. (1872)
- Conostylis teretifolia J.W.Green (1961)
- Conostylis teretiuscula F.Muell. (1872)
- Conostylis tomentosa Hopper (1987)
- Conostylis vaginata Endl. (1846)
- Conostylis villosa Benth. (1873)
- Conostylis wonganensis Hopper (1982)